# Seks w powietrzu
Seks w powietrzu (jap. エアセックス Ea sekkusu) bądź Air sex to japońska imitacja aktywności, w której ubrani mężczyźni i kobiety rywalizują przed publicznością, często wyolbrzymiając i naśladując aktywność seksualną z niewidzialnym partnerem w rytm muzyki. Twórca imitacji J-Taro Sugisaku twierdzi, że została wymyślona w Tokio w 2006 roku przez grupę znudzonych mężczyzn bez dziewczyn.
Raport o tym zjawisku, opublikowany w japońskim magazynie Weekly Playboy w 2006 roku, został opublikowany na anglojęzycznej stronie Mainichi Daily News.
W marcu 2007 r. pojawił się segment o imitacji seksu „Japanorama” w programie dokumentalnym BBC Three. 
14 lutego 2007 r. odbyły się Mistrzostw Świata Air Date, będące rozwinięciem Mistrzostw Świata Air Sex, w których pierwszą mistrzynią została aktorka AV Tsugumi Nagasawa, dzięki zwycięstwu została wybrana do głównej roli w filmie dla dorosłych „恐怖!見よ、これがエアセックスだ!”..